# Sony Music India
Sony Music Entertainment India es el sello discográfico predominante operado por Sony en India. La compañía comenzó a operar en 1997, y fue la primera compañía discográfica en la India en ser 100% de propiedad extranjera, con Sony como una corporación japonesa. desde diciembre de 2013 hasta marzo de 2020, la compañía distribuyó lanzamientos de Warner Music Group para el mercado indio y SAARC, hasta que se creó la división Warner Music India. Sony Music India es el sello de música de propiedad extranjera más grande de la India, y el segundo sello discográfico más grande del país en general, con una participación de hasta el 25% del mercado de la música india, después del sello local indio T-Series, y por delante de Zee Música con la que Sony tiene una asociación.

## Películas tamiles
Sony Music posee los derechos de banda sonora de más de 200 películas tamiles.
| Año                                   | Película(s)                 | Compañía |
| ------------------------------------- | --------------------------- | -------- |
| 2002                                  | Kadhal Virus                | Sony BMG |
| 2004                                  | Aaytha Ezhuthu              | Sony BMG |
| 2008                                  | Dasavathaaram               | Sony BMG |
| 2008                                  | Pandhayam                   | Sony BMG |
| 2008                                  | Poo                         | Sony BMG |
| 2008                                  | Raman Thediya Seethai       | Sony BMG |
| 2008                                  | Sakkarakatti                | Sony BMG |
| 2008                                  | Vaaranam Aayiram            | Sony BMG |
| 2008                                  | Subramaniapuram             | Sony BMG |
| 2009                                  | Aadhavan                    |          |
| 2009                                  | Kanthaswamy                 |          |
| 2009                                  | Kulir 100°                  |          |
| 2009                                  | Laadam                      | Sony BMG |
| 2009                                  | Maasilamani                 |          |
| 2009                                  | Modhi Vilayadu              |          |
| 2009                                  | Naadodigal                  |          |
| 2009                                  | Pokkisham                   |          |
| 2009                                  | Rajadhi Raja                |          |
| 2009                                  | TN 07 AL 4777               |          |
| 2009                                  | Vaamanan                    |          |
| 2009                                  | Naan Avan Illai 2           |          |
| 2009                                  | Vennila Kabadi Kuzhu        | Sony BMG |
| 2010                                  | Aayirathil Oruvan           |          |
| 2010                                  | Drohi                       |          |
| 2010                                  | Goa                         |          |
| 2010                                  | Naanayam                    |          |
| 2010                                  | Bolígrafo Singam            |          |
| 2010                                  | Raavanan                    |          |
| 2010                                  | Singam                      |          |
| 2010                                  | Theeradha Vilaiyattu Pillai |          |
| 2010                                  | Thillalangadi               |          |
| 2010                                  | Vandae Maatharam            |          |
| 2010                                  | Vinnaithaandi Varuvaaya     |          |
| 2011                                  |                             |          |
| Aadukalam                             |                             |          |
| Avan Ivan                             |                             |          |
| Azhagarsamiyin Kuthirai               |                             |          |
| Engeyum Kadhal                        |                             |          |
| Ezham Arivu                           |                             |          |
| Ko                                    |                             |          |
| Kullanari Koottam                     |                             |          |
| Mankatha                              |                             |          |
| Mappillai                             |                             |          |
| Mudhal Idam                           |                             |          |
| Osthe                                 |                             |          |
| Sabash Sariyana Potti                 |                             |          |
| Vandhaan Vendraan                     |                             |          |
| Velayudham                            |                             |          |
| Vellore Maavattam                     |                             |          |
| Venghai                               |                             |          |
| 2012                                  |                             |          |
| 3                                     |                             |          |
| Aarohanam                             |                             |          |
| Billa II                              |                             |          |
| Chaarulatha                           |                             |          |
| Dhoni                                 |                             |          |
| Ishtam                                |                             |          |
| Kazhugu                               |                             |          |
| Kumki                                 |                             |          |
| Leelai                                |                             |          |
| Maalai Pozhudhin Mayakathilaey        |                             |          |
| Maattrraan                            |                             |          |
| Mirattal                              |                             |          |
| Neerparavai                           |                             |          |
| Neethaane En Ponvasantham             |                             |          |
| Oru Kal Oru Kannadi                   |                             |          |
| Podaa Podi                            |                             |          |
| Raattinam                             |                             |          |
| Saattai                               |                             |          |
| Vazhakku Enn 18/9                     |                             |          |
| 2013                                  |                             |          |
| Ainthu Ainthu Ainthu                  |                             |          |
| En general Azhagu Raja                |                             |          |
| Arrambam                              |                             |          |
| Biriyani                              |                             |          |
| Desingu Raja                          |                             |          |
| Endrendrum Punnagai                   |                             |          |
| Ethir Neechal                         |                             |          |
| Irandaam Ulagam                       |                             |          |
| Ivan Veramathiri                      |                             |          |
| Kadal                                 |                             |          |
| Kanna Laddu Thinna Aasaiya            |                             |          |
| Kedi Billa Killadi Ranga              |                             |          |
| Madha Yaanai Koottam                  |                             |          |
| Maryan                                |                             |          |
| Nugam                                 |                             |          |
| Pattathu Yaanai                       |                             |          |
| Samar                                 |                             |          |
| Settai                                |                             |          |
| Sillunu Oru Sandhippu                 |                             |          |
| Summa Nachunu Irukku                  |                             |          |
| Thagaraaru                            |                             |          |
| Thalaivaa                             |                             |          |
| Thanga Meengal                        |                             |          |
| Udhayam NH4                           |                             |          |
| Vanakkam Chennai                      |                             |          |
| Varuthapadatha Valibar Sangam         |                             |          |
| Vishwaroopam                          |                             |          |
| Ya Ya                                 |                             |          |
| 2014                                  |                             |          |
| Amara Kaaviyam                        |                             |          |
| Anjaan                                |                             |          |
| Damaal Dumeel                         |                             |          |
| Endrendrum                            |                             |          |
| Goli Refresco                         |                             |          |
| Idhu Kathirvelan Kadhal               |                             |          |
| Irumbu Kuthirai                       |                             |          |
| Jeeva                                 |                             |          |
| Kaaviya Thalaivan                     |                             |          |
| Kappal                                |                             |          |
| Kochadaiiyaan                         |                             |          |
| Maan Kárate                           |                             |          |
| Manja Pai                             |                             |          |
| Meaghamann                            |                             |          |
| Naan Sigappu Manithan                 |                             |          |
| Oru Oorla Rendu Raja                  |                             |          |
| Poriyaalan                            |                             |          |
| Rummy                                 |                             |          |
| Saivam                                |                             |          |
| Sigaram Thodu                         |                             |          |
| Tenaliraman                           |                             |          |
| Vallavanukku Pullum Aayudham          |                             |          |
| Vallinam                              |                             |          |
| Vanmam                                |                             |          |
| Vellaikaara Durai                     |                             |          |
| Vennila Veedu                         |                             |          |
| Vetri Selvan                          |                             |          |
| Virattu                               |                             |          |
| Yaamirukka Bayamey                    |                             |          |
| Yaan                                  |                             |          |
| Yennamo Yedho                         |                             |          |
| 2015                                  |                             |          |
| 10 Enradhukulla                       |                             |          |
| Anegan                                |                             |          |
| Bhooloham                             |                             |          |
| Eetti                                 |                             |          |
| I                                     |                             |          |
| Idam Porul Eval                       |                             |          |
| Idhu Enna Maayam                      |                             |          |
| Inimey Ippadithaan                    |                             |          |
| Kaaval                                |                             |          |
| Ko 2                                  |                             |          |
| Maari                                 |                             |          |
| Nanbenda                              |                             |          |
| O Kadhal Kanmani                      |                             |          |
| Naranja Mittai                        |                             |          |
| Pasanga 2                             |                             |          |
| Puli                                  |                             |          |
| Purampokku Engira Podhuvudamai        |                             |          |
| Romeo Juliet                          |                             |          |
| Sakalakala Vallavan                   |                             |          |
| Sandamarutham                         |                             |          |
| Thanga Magan                          |                             |          |
| Thani Oruvan                          |                             |          |
| Trisha Illana Nayanthara              |                             |          |
| Uppu Karuvaadu                        |                             |          |
| Uriyadi                               |                             |          |
| Urumeen                               |                             |          |
| Uttama Villano                        |                             |          |
| Vai Raja Vai                          |                             |          |
| Vasuvum Saravananum Onna Padichavanga |                             |          |
| Vedalam                               |                             |          |
| Vellaiya Irukiravan Poi Solla Maatan  |                             |          |
| Yennai Arindhaal                      |                             |          |
| 2016                                  |                             |          |
| Aandavan Kattalai                     |                             |          |
| Anjala                                |                             |          |
| Avam                                  |                             |          |
| Iraivi                                |                             |          |
| Iru Mugan                             |                             |          |
| Kadhalum Kadandhu Pogum               |                             |          |
| Kaththi Sandai                        |                             |          |
| Kattappavae Kaanom                    |                             |          |
| Kavalai Vendam                        |                             |          |
| Kodi                                  |                             |          |
| Manithan                              |                             |          |
| Mapla Singam                          |                             |          |
| Marudhu                               |                             |          |
| Meendum Oru Kadhal Kadhai             |                             |          |
| Miruthan                              |                             |          |
| Pokkiri Raja                          |                             |          |
| Pugazh                                |                             |          |
| Rajini Murugan                        |                             |          |
| Rekka                                 |                             |          |
| Remo                                  |                             |          |
| Rendavathu Padam                      |                             |          |
| Saithan                               |                             |          |
| Tamilselvanum Thaniyar Anjalum        |                             |          |
| Uriyadi                               |                             |          |
| Vaaliba Raja                          |                             |          |
| Veera Sivaji                          |                             |          |
| Wagah                                 |                             |          |
| 2017                                  |                             |          |
| Bogan                                 |                             |          |
| Kuttram 23                            |                             |          |
| Rubaai                                |                             |          |
| Rangoon                               |                             |          |
| Kattappava Kanom                      |                             |          |
| Dora                                  |                             |          |
| Kaatru Veliyidai                      |                             |          |
| Karuppan                              |                             |          |
| Pandigai                              |                             |          |
| Gemini Ganeshanum Suruli Raajanum     |                             |          |
| Vanamagan                             |                             |          |
| Sangili Bungili Kadhava Thorae        |                             |          |
| Saravanan Irukka Bayamaen             |                             |          |
| Vivegam                               |                             |          |
| Katha Nayagan                         |                             |          |
| Velaikkaran                           |                             |          |
| Mersal                                |                             |          |
| 2018                                  |                             |          |
| Thaana Serntha Kootam                 |                             |          |
| Nimir                                 |                             |          |
| Tik Tik Tik                           |                             |          |
| Panjumittai                           |                             |          |
| Kaala Koothu                          |                             |          |
| Veera                                 |                             |          |
| Señor Chandramouli                    |                             |          |
| Kadaikutty Singam                     |                             |          |
| U Vuelta                              |                             |          |
| Saamy Plaza                           |                             |          |
| Chekka Chivantha Vaanam               |                             |          |
| Kanaa                                 |                             |          |
| Sandakozhi 2                          |                             |          |
| Sarkar                                |                             |          |
| Ezhumin                               |                             |          |
| Adanga Maru                           |                             |          |
| Vidhi Madhi Ultaa                     |                             |          |
| Silukkuvarupatti Singam               |                             |          |
| 2019                                  |                             |          |
| Petta                                 |                             |          |
| Kanne Kalaimaane                      |                             |          |
| Boomerang                             |                             |          |
| Uriyadi 2                             |                             |          |
| Monstruo                              |                             |          |
| Neeya 2                               |                             |          |
| NGK                                   |                             |          |
| Nenjamundu Nermaiyundu Odu Raja       |                             |          |
| Thumbaa                               |                             |          |
| Gorila                                |                             |          |
| Jackpot                               |                             |          |
| Comali                                |                             |          |
| Kaappaan                              |                             |          |
| 100% Kadhal                           |                             |          |
| Puppy                                 |                             |          |
| Bigil                                 |                             |          |
| Sangathamizhan                        |                             |          |
| Iruttu                                |                             |          |
| Dhanusu Raasi Neyargale               |                             |          |
| 2020                                  |                             |          |
| Psycho                                |                             |          |
| Naadodigal 2                          |                             |          |
| Seeru                                 |                             |          |
| Vaanam Kottattum                      |                             |          |
| Oh Mi Kadavule                        |                             |          |
| Pon Manickavel                        |                             |          |
| Maestro                               |                             |          |
| Pullingo                              |                             |          |

## Películas hindi
| Año                                     | Películas     |
| --------------------------------------- | ------------- |
| 1984                                    | Purana Mandir |
| 1997                                    | Ishq          |
| 1998                                    |               |
| Kuch Kuch Hota Hai                      |               |
| 2001                                    |               |
| Zubeidaa                                |               |
| Kabhi Khushi Kabhie Gham                |               |
| Lagaan                                  |               |
| Asoka                                   |               |
| 2003                                    |               |
| Kal Ho Naa Ho                           |               |
| 2004                                    |               |
| Lakshya                                 |               |
| Aetbaar                                 |               |
| Aitraaz                                 |               |
| 2005                                    |               |
| Kaal                                    |               |
| El Paraguas Azul                        |               |
| 2006                                    |               |
| Kabhi Alvida Naa Kehna                  |               |
| Rang De Basanti                         |               |
| 2007                                    |               |
| Gurú                                    |               |
| Vida en un... Metro                     |               |
| Saawariya                               |               |
| 2008                                    |               |
| Aamir                                   |               |
| Dil Kabaddi                             |               |
| Dostana                                 |               |
| Jannat                                  |               |
| Jodhaa Akbar                            |               |
| Secuestra                               |               |
| 2009                                    |               |
| Aagey Se Correcto                       |               |
| Kurbaan                                 |               |
| Pistola rápida Murugun                  |               |
| Raaz – El Misterio Continúa             |               |
| Tum Milla                               |               |
| Despierta Sid                           |               |
| Qué es Vuestro Raashee?                 |               |
| 2010                                    |               |
| Aisha                                   |               |
| Sinvergüenza                            |               |
| Soy                                     |               |
| Odio Luv Historias                      |               |
| Isi Vida Mein                           |               |
| Sexo de amor aur Dhokha                 |               |
| Rajneeti                                |               |
| Somos Familiares                        |               |
| 2011                                    |               |
| Aarakshan                               |               |
| Faltu                                   |               |
| Soy Singh                               |               |
| Himno de amor Para Amor y Paz Mundiales |               |
| Amor U...Señor Kalakaar!                |               |
| Hermano mero Ki Dulhan                  |               |
| Mujhse Fraaandship Karoge               |               |
| Shor En la Ciudad                       |               |
| Adolescente Thay Bhai                   |               |
| 2012                                    |               |
| Agneepath                               |               |
| Ajab Gazabb Amor                        |               |
| Barfi!                                  |               |
| Dinero de sangre                        |               |
| Ek Deewana Tha                          |               |
| Heroína                                 |               |
| Ishaqzaade                              |               |
| Jannat 2                                |               |
| Bromista                                |               |
| Londres, París, Nueva York              |               |
| Rowdy Rathore                           |               |
| Estudiante del Año                      |               |
| 2013                                    |               |
| Bhaag Milkha Bhaag                      |               |
| Gori Tere Pyaar Mein                    |               |
| Matru Ki Bijlee Ka Mandola              |               |
| Asesinato 3                             |               |
| Raanjhanaa                              |               |
| 2014                                    |               |
| Hasee Toh Phasee                        |               |
| Humpty Sharma Ki Dulhania               |               |
| Hallazgo Fanny                          |               |
| Ungli                                   |               |
| 2015                                    |               |
| Dilwale                                 |               |
| Señor X                                 |               |
| Hermanos                                |               |
| Hamari Adhuri Kahani                    |               |
| 2016                                    |               |
| Kapoor & Hijos                          |               |
| Ae Dil Hai Mushkil                      |               |
| Querido Zindagi                         |               |
| 2017                                    |               |
| Vale Jaanu                              |               |
| Tubelight                               |               |
| Pinchazo Harry Conoció Sejal            |               |
| La Historia de Sonido                   |               |
| 2018                                    |               |
| Bienvenido a Nueva York                 |               |
| Dil Juunglee                            |               |
| Soorma                                  |               |
| Mitron                                  |               |
| Jalebi                                  |               |
| Namaste Inglaterra                      |               |
| 2019                                    |               |
| Mero Pyare Primer ministro              |               |
| Bala                                    |               |
| Hecho En China                          |               |
| 2020                                    |               |
| Bhoot – Parte Uno: El Barco Mordaz      |               |
| Amor Aaj Kal (película de 2020 )        |               |
| Dil Bechara                             |               |
| 99 Canciones                            |               |
| Nikamma                                 |               |
| Dostana 2                               |               |
| Shershaah                               |               |

## Películas telugu
| Películas)                      |
| ------------------------------- |
| Baanam                          |
| Adhurs                          |
| Arya 2                          |
| Courier Boy Kalyan              |
| Devudu Chesina Manushulu        |
| Khaleja                         |
| Puli                            |
| Nenu Meeku Telusa               |
| Saleem                          |
| U y yo                          |
| Ye Maaya Chesave                |
| Yeto Vellipoyindhi Manasu       |
| La vida antes de casarse        |
| Cheliyaa (versión doblada)      |
| Nannu Dochukunduvate            |
| Pandem Kodi 2 (versión doblada) |
| Saamy (versión doblada)         |
| Adhirindhi (versión doblada)    |
| Tik Tik Tik (versión doblada)   |
| Señor majnu                     |
| Tu turno                        |
| Chitralahari                    |
| Silbato (versión doblada)       |
| Gaddala Konda Ganesh            |
| Kausalya Krishnamurthy          |
| Gang (versión doblada)          |
| Falaknama Das                   |

| Películas                           |
| ----------------------------------- |
| GOLPEAR                             |
| Colegio Kumar                       |
| Stalin Andarivadu (Versión doblada) |

## Películas de malayalam
| Películas          |
| ------------------ |
| Amar Akbar Anthony |
| La historia sonora |
| Rosapoo            |
| 9 9                |

## Kannada films
| Películas         |
| ----------------- |
| Nagarahavu (2016) |
| Dhwaja (2018)     |

## Películas bengalíes
| Películas           |
| ------------------- |
| Bor Asbe Ekhuni     |
| Kath Mundu          |
| Mon Deewana         |
| Conexión de ventana |
| Colkatay Columbus   |
| Amazon Obhijaan     |

## Películas de punjabi
| Películas                 |
| ------------------------- |
| Dooni Panj                |
| Mundeyan Ton Bachke Rahin |
| Landers Punjabi           |
| Cortar como un diamante   |
| Esto es Hardy Sandhu      |